# Greatest Hits III
Greatest Hits III es un álbum recopilatorio que contiene lasa canciones más famosas de 1981 a 1997 en formato remix de la banda de rock Queen, lanzado al mercado por EMI el 8 de noviembre de 1999. El álbum está compuesto por 17 temas, que recorren la carrera de Queen desde Hot Space hasta Queen Rocks, con algunos remixes y temas en solitario de Freddie Mercury y Brian May, además de colaboraciones con George Michael, David Bowie, Elton John, Wyclef Jean y Monserrat Caballé.

## Lista de canciones
| N.º | Título                                                                                            | Escritor(es)                              | Duración |  |
| 1.  | «The Show Must Go On» (Participación especial de Elton John, de Innuendo, 1991)                   | Brian May                                 | 4:59     |  |
| 2.  | «Under Pressure (Rah Remix)» (de Hot Space, 1982)                                                 | David Bowie, Queen                        | 4:08     |  |
| 3.  | «Barcelona» (De Barcelona, 1988)                                                                  | Freddie Mercury, Mike Moran               | 4:25     |  |
| 4.  | «Too Much Love Will Kill You» (de Made in Heaven, 1995)                                           | Brian May, Frank Musker, Elizabeth Lamers | 4:18     |  |
| 5.  | «Somebody to Love» (Participación especial de George Michael, de Five Live, 1993)                 | Freddie Mercury                           | 5:07     |  |
| 6.  | «You Don't Fool Me» (de Made in Heaven, 1995)                                                     | Freddie Mercury, Roger Taylor             | 5:22     |  |
| 7.  | «Heaven For Everyone» (Sencillo, de Made in Heaven, 1995)                                         | Roger Taylor                              | 4:37     |  |
| 8.  | «Las Palabras de Amor (The Words Of Love)» (de Hot Space, 1982)                                   | Brian May                                 | 4:29     |  |
| 9.  | «Driven by You» (Canción de Brian May, de Back to the Light, 1992)                                | Brian May                                 | 4:09     |  |
| 10. | «Living on My Own (Julian Raymond Album Mix)» (Canción de Freddie Mercury, de Mr. Bad Guy, 1985)  | Freddie Mercury                           | 3:37     |  |
| 11. | «Let Me Live» (de Made in Heaven, 1995)                                                           | Queen                                     | 4:45     |  |
| 12. | «The Great Pretender» (Canción de Freddie Mercury, de The Great Pretender, 1992)                  | Buck Ram                                  | 3:26     |  |
| 13. | «Princes Of The Universe» (de A Kind of Magic, 1986)                                              | Freddie Mercury                           | 3:31     |  |
| 14. | «Another One Bites the Dust (Small Soldiers) Remix» (de Small Soldiers Original Soundtrack, 1998) | John Deacon                               | 4:20     |  |
| 15. | «No-One but You (Only the Good Die Young)» (de Queen Rocks, 1997)                                 | Brian May                                 | 4:11     |  |
| 16. | «These Are the Days of Our Lives» (de Innuendo, 1991)                                             | Roger Taylor                              | 4:22     |  |
| 17. | «Thank God It's Christmas» (de Thank God It's Christmas, 1984)                                    | Brian May, Roger Taylor                   | 4:19     |  |

- Datos: Q573716